# Wulkanodon
Wulkanodon (Vulcanodon karibaensis Raath, 1972) – dinozaur roślinożerny, żył we wczesnej jurze około 200 mln lat temu na terenie dzisiejszego Zimbabwe.  Wulkanodon był jednym z najstarszych znanych zauropodów, posiadał cechy łączące go z prozauropodami, takimi jak plateozaur.

## Nazwa
Vulcanodon oznacza "wulkaniczny ząb". Nazwa nawiązuje do faktu, że skamieniałości okazu holotypowego, odkryte na wyspie na jeziorze Kariba, znajdowały się pomiędzy skałami pochodzenia wulkanicznego, a wraz z nimi odkryto także duże zęby przypominające kształtem zęby teropodów; zęby te prawdopodobnie nie należą do wulkanodona, lecz do teropoda, który pożywiał się ciałem okazu holotypowego V. karibaensis.

## Budowa
Osiągał 8 metrów długości i ważył około 1 tony. Znaleziony szkielet wulkanodona, mimo że niekompletny (pozbawiony szyi i głowy) sugeruje, że dinozaur ten poruszał się na czterech kończynach. 
W 1999 roku w Sołtykowie w Górach Świętokrzyskich znaleziono tropy wielkością i kształtem pasujące do łap wulkanodona. Odkryte ślady wielu zauropodów, zarówno dorosłych jak i młodych osobników świadczą o tym, że wulkanodon prowadził stadny tryb życia. 